# هانس يورغن فون أرنيم

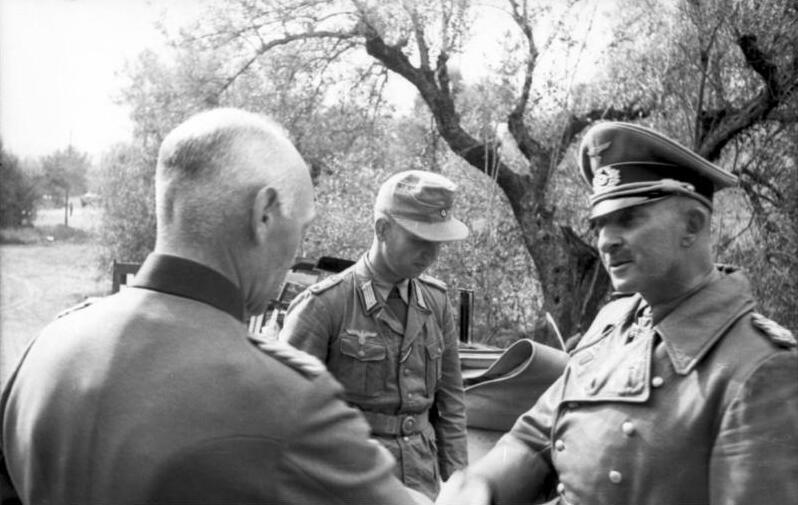
فون أرنيم (إلى اليمين)

هانس يورغن فون أرنيم (بالألمانية: Hans-Jürgen von Arnim) قائد عسكري ألماني (4 أبريل 1889- 1 سبتمبر 1962) عمل في الحرب العالمية الثانية.

## مسيرته العسكرية
- التحق بجيش إمبراطورية ألمانية في عام 1908، كما خدم في الحرب العالمية الأولى، واستمر في الجيش بعد الحرب.
- بعد اندلاع الحرب العالمية الثانية وبدء غزو بولندا عُيّن في 8 سبتمبر 1939 قائداً للفرقة 52، واستمر قائداً لها حتى 5 أكتوبر 1940، حيث عين قائداً للفرقة المدرعة السابعة عشرة.
- قاد تلك الفرقة أثناء غزو الاتحاد السوفيتي ضمن مجموعة الجيوش الوسطى حتى 11 نوفمبر 1941 عندما عُيّن قائداً للفيلق التاسع والثلاثون.
- في 3 ديسمبر 1942 عُيّن قائداً للجيش المدرع الخامس في تونس، وخلال قيادته لهذا الجيش اختلف مع القائد الألماني إرفين رومل الذي كان ينوي القيام بهجوم كبير عبر ممر القصرين بغرض احتلال مدينة عنابة في الجزائر، في حين كان فون أرنيم يرغب بالاحتفاظ بوضع دفاعي.
- في 9 مارس 1943 عُيّن قائد لمجموعة الجيش أفريقيا بعد رحيل رومل، وقاد قوات المحور في المرحلة الأخيرة من حملة شمال أفريقيا حتى استسلام تلك القوات في 13 مايو 1943.
- بقي فون أرنيم بعد ذلك أسير حرب لدى البريطانيين.
- توفي في Bad Wildungen في ألمانيا الغربية عام 1962.

## روابط خارجية
- هانس يورغن فون أرنيم على موقع مونزينجر (الألمانية)